# La Ŝtona Urbo
La Ŝtona Urbo (La Ville de pierre) est un roman originellement écrit en espéranto par Anna Löwenstein sorti en 1999.

## Résumé

### Première partie - Grande-Bretagne
L'histoire commence dans l'Angleterre du Ier siècle apr. J.-C.. Bivana, une jeune celte, raconte son quotidien, son apprentissage pour apprendre à teindre les étoffes, moudre le grain, traire les vaches et s'occuper de son petit frère. Son avenir était tout tracé ; elle devait se marier avec YYYY le fils de ZZZZ qui lui permettrait d'approfondir ses connaissances des plantes et des teintures. Malheureusement, les temps troubles des invasions romaines changent ses plans. Des rumeurs circulent sur l'arrivée des troupes romaines sur leur territoire par la mer. Les hommes s'entraînent au combat, mais quand l'armée romaine arrive, malgré toute la bravoure des combattants celtiques, le village où ils s'étaient rassemblés finit par tomber, Bivana se retrouve embarquée dans un bateau qui s'éloigne de son pays natal.

### Deuxième partie - Rome
Se retrouvant à Rome, Bivana fut vendue comme esclave et commença son travail dans une villa à quelques kilomètres de Rome. Son intégration fut longue et difficile, beaucoup de choses lui semblaient absurdes et la barrière de la langue ne l'aida pas. Tout lui paraissait étrange, que ce soit la façon d'accommoder les plats avec une sauce au goût de poisson ou bien l'idée de faire ses besoins au même endroit. Petit à petit, elle finit néanmoins par se lier d'amitié avec d'autres femmes esclaves. On lui trouvera un mari, Filono, de quelques années son aîné. Écœurée par son aspect, elle finit par s'accoutumer à lui et finira par tomber enceinte et accoucher d'un fils.

## Personnages
- Bivana : elle a grandi en Grande-Bretagne jusqu'au jour où des Romains ont attaqué son village et l'ont emportée à Rome pour la vendre comme esclave.

### Personnages romains
- Marko : il est le maître de la villa où vit Bivana, il est le mari de Fania
- Fania : femme de Marko, elle est superficielle et tente de mener son mari par le bout du nez, souvent sans succès.
- Filono : esclave attaché à Marko, il est très respecté des autres esclaves et très écouté de son maître. Il deviendra l'époux de Bivana malgré ce qu'elle souhaite.
- Areskuza :

### Personnages des premiers chrétiens
- Paul de Tarse : rencontré lorsqu'il était venu dicter une lettre, Paul n'a pas vraiment réussi à convaincre Filono, ni son fils. Après une réunion chez Paul, ils se détourneront complètement de ses convictions pour rejoindre celles de Pierre.

## Commentaires
Anna Löwenstein a d'abord écrit son roman en anglais, sa langue maternelle. Elle a ensuite elle-même traduit son livre en espéranto. Pour cette raison, la version en espéranto est considérée comme une œuvre originale. Ce livre a été relu par Renato Corsetti, son mari, ancien président de l'association mondiale d'espéranto.
Le roman est une œuvre qui narre l'histoire de personnages fictifs. Toutefois la description fidèle du contexte et des faits historiques permet de se faire une idée précise de la vie des habitants de l'époque.
Le roman repose sur un grand nombre de faits réels historiques auxquels sont mélangés des évènements fictifs.